# 雷蒙·约翰·纳蒂欣
 PC CC CMM CD QC （1934年3月16日—2002年12月18日），加拿大律師、政治人物，乌克兰裔加拿大人，1990年-95年間出任加拿大总督，為加拿大聯邦成立以來第二十四任总督。他在任期间以开放總督官邸丽都堂等親民舉動見稱，並因提高乌克兰裔加拿大人的地位而备受赞誉。
他任職總督前曾於1974年-88年間以加拿大進步保守黨黨員身份出任加拿大國會下議院議員，並先後在總理克拉克和馬爾羅尼的内閣中出任能源、礦業及資源部長和司法部長等職務。

## 早年生活和事業
纳蒂欣于1934年在萨斯喀彻温省薩克屯出生，父母分別為約翰和海倫。本職律師的約翰·納蒂欣亦涉足政治，曾三度於聯邦大選競逐沙省約克頓選區國會下議院議席但皆告落選，1959年則獲任為加拿大首位生於烏克蘭的上議院議員。約翰與日後出任加拿大總理的迪芬貝克等政治人物稱友，雷·納蒂欣亦從而對政治產生興趣。
納蒂欣先後就讀於薩克屯的維多利亞公立學校和紐坦納中學（Nutana Collegiate Institute），畢業後到薩斯喀徹溫大學進修，1954年從該校獲取文學士學位，兩年後再從該校獲取法學士學位。他於1957年獲取沙省律師資格後一度在薩克屯執業，後於1958年遷居渥太華出任上議院執政黨首席議員阿瑟蒂恩（Walter Aseltine）的行政助理。
納蒂欣於1960年返回薩克屯執業，同年1月9日與格達·安德里森（Gerda Andreasen）結婚，兩人育有兩名兒子。他於1964年沙省省選中代表沙省進步保守黨競逐薩克屯市選區議席但告落敗，1966年起在母校沙省大學法學院出任講師，1973年成為沙省御用大律師。
他曾加入皇家加拿大航空青年團，為薩克屯第107號噴火戰鬥機中隊隊員。他從1951年-56年在加拿大皇家空军服預備役，1956年-58年則在空軍第23號輔助翼服役。

## 國會議員
納蒂欣於1974年聯邦大選中代表加拿大進步保守黨競逐薩克屯—碧嘉選區（Saskatoon—Biggar）下議院議席並告當選，首度晉身國會，1976年起出任進步保守黨的下議院副領袖。薩克屯—碧嘉選區於1979年聯邦大選前解散，納蒂欣改為競逐新成立的薩克屯西選區並成功連任國會議員。進步保守黨在該次大選贏取少數政府，納蒂欣則於同年6月4日獲新任總理克拉克任命為能源、礦務及資源部長，和科學與科技國務部長。
進步保守黨少數政府於1979年12月倒台，加拿大自由黨則於1980年聯邦大選中重拾執政權。納蒂欣於該屆大選在薩克屯西選區連任，後出任影子內閣司法評議員。馬爾羅尼於1983年進步保守黨黨魁選舉中擊敗克拉克，後於1984年4月任命納蒂欣為下議院官方反對黨首席議員。
進步保守黨於1984年聯邦大選中贏取壓倒性多數政府，在薩克屯西選區連任的納蒂欣從同年11月起出任下議院執政黨首席議員，1985年2月起兼任加拿大樞密院主席。到了1986年中，進步保守黨開始在民調中落後自由黨，總理馬爾羅尼遂於6月30日改組內閣，調派納蒂欣出任司法部長兼檢察總長。納蒂欣於同年取得安大略省執業律師資格，1988年則成為加拿大御用大律師。
薩克屯西選區於1988年聯邦大選前解散，納蒂欣改到薩克屯—克拉克渡口選區（Saskatoon—Clark's Crossing）競逐連任，但敗於加拿大新民主黨候選人。離開國會後，納蒂欣從1989年4月起在渥太華的高靈、斯特拉斯與亨德遜律師事務所（Gowling, Strathy & Henderson）重操故業。

## 總督

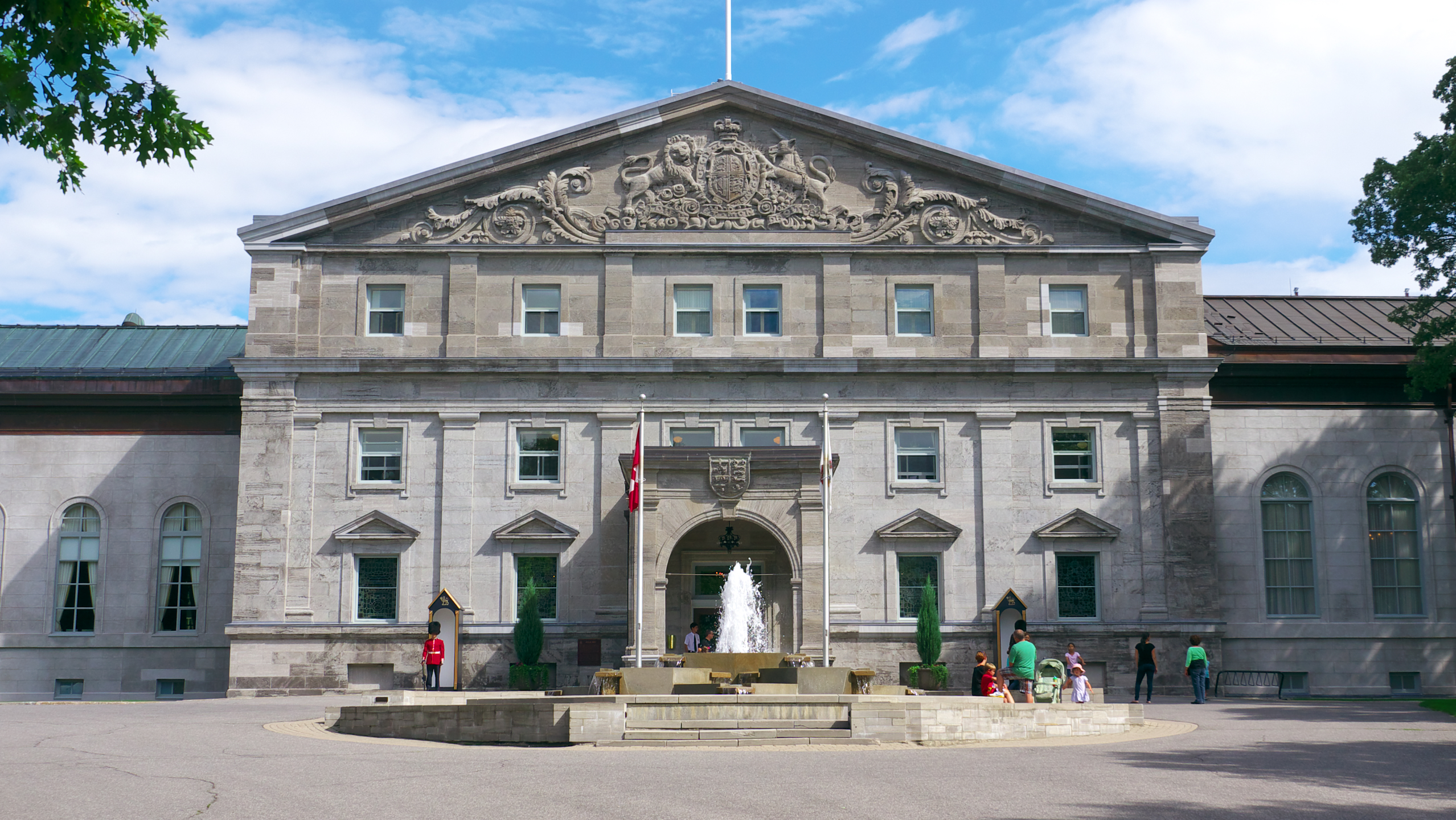
納蒂欣任職總督期間居於渥太華麗都廳

總理馬爾羅尼於1989年10月宣布任命納蒂欣出任加拿大總督，接替任期於同年末屆滿的讓娜·索韋。女王伊利沙伯二世於同年12月正式御准該項任命，而納蒂欣則於1990年1月29日在上議院議事廳内宣誓就任第24任總督。
索韋任職總督期間以保安為由取消對外開放總督官邸麗都廳，但納蒂欣就任後則採取相反舉措，引入麗都廳導賞團並設立遊客中心。他從1991年起每年在麗都廳庭園舉辦總督夏季音樂會系列，1992年則在此舉辦搖滾音樂會，同年重新對外開放麗都廳溜冰場。
納蒂欣任内亦著重與年輕人交流，並鼓勵教育和藝術發展。他於1992年創立總督表演藝術獎，此外亦創設納蒂欣藝術界義工獎和總督讀寫能力終身成就獎。
他在任期間接見了26位外國元首，包括俄羅斯總統葉利欽、以色列總理拉賓和波蘭總統。他亦數次到外國進行國事訪問，當中包括出訪其祖鄉烏克蘭，並於1994年代表加拿大出席盟軍登陸諾曼第50週年紀念活動。

## 晚年生活、去世
納蒂欣於1995年2月卸任總督後，返回高靈、斯特拉斯與亨德遜律師事務所執業，並成為該行資深合夥人。他從2002年11月起出任渥太華卡爾頓大學校監，然而數周後卻因胰腺炎併發症去世。按照傳統，在征得其家人同意後，其靈柩置於上議院議事廳兩天讓公眾憑弔，國葬則於12月23日在渥太華基督教會座堂進行；納蒂欣其後安葬於該市櫸木墓園（Beechwood Cemetery）。
納蒂欣去世後，國內舉行各種紀念活動。2004年3月16日，加拿大郵政公司在納蒂欣遺孀出席的儀式上，推出一枚面值0.49加元的郵票。該郵票由溫哥華平面藝術家蘇珊·梅沃設計，其上之納蒂欣肖像在他就任總督當天由加拿大新聞社攝影師保羅·蔡森拍攝，並附有納蒂欣徽章部分同色調渲染圖。2006年，IKOR電影公司在加拿大發行一部48分鐘，名為《為所有加拿大人而生的人》（A Man for all Canadians）的紀錄片DVD，回顧納蒂欣的一生。

## 榮譽

納蒂欣盾徽的藍黃兩色設計呼應其祖鄉烏克蘭的國旗

### 殊勳
| 綬帶 | 勳章                              | 注釋 |
|      | 加拿大同伴勳章（C.C.）            | - 1990年1月10日頒發 - 1990年1月29日敘任 - 納蒂欣任職總督期間（1990年1月29日-1995年2月8日）為加拿大勳章總理（Chancellor）和首要同伴（Principal Companion）。             |
|      | 加拿大軍功司令勳章（C.M.M.）      | - 1990年1月29日頒發 - 納蒂欣任職總督期間（1990年1月29日-1995年2月8日）為加拿大軍功勳章總理。                                               |
|      | 聖約翰爵級正義司令勳銜（K.St.J.） | - 1990年1月29日頒發 - 納蒂欣任職總督期間（1990年1月29日-1995年2月8日）為最受尊崇的耶路撒冷聖約翰勳章爵級正義司令、司祭（Prior）和在加首席官佐。 |
|      | 伊利沙伯二世銀禧獎章（加拿大）    | - 1977年頒發 |
|      | 加拿大聯邦成立125週年紀念勳章     | - 1992年頒發 - 納蒂欣當時為加拿大總督，在加拿大排名名單之列，遂獲發此勳章。                                                                |
|      | 伊利沙伯二世金禧獎章（加拿大）    | - 2002年頒發 - 納蒂欣為前任總督和加拿大樞密院成員，在加拿大排名名單之列，遂獲發此勳章。                                                    |
|      | 加拿大軍隊獎章                    | - 1990年1月29日頒發 |

### 名譽學位
| 地區               | 日期           | 院校               | 學位               |
| ------------------ | -------------- | ------------------ | ------------------ |
| 薩斯喀徹溫省       | 1990年5月23日  | 薩斯喀徹溫大學     | 法學博士（LL.D）   |
| 加拿大             | 1991年5月17日  | 加拿大皇家軍事學院 | 法學博士（LL.D）   |
| 安大略省           | 1991年         | 女王大學           | 法學博士（LL.D）   |
| 安大略省           | 1991年         | 渥太華大學         | 大學博士（D.Univ） |
|                    | 1991年         | 卑詩公開大學       | 法學博士（LL.D）   |
| 安大略省           | 1992年         | 卡爾頓大學         | 法學博士（LL.D）   |
| 魁北克省           | 1992年6月15日  | 麥基爾大學         | 法學博士（LL.D）   |
| 曼尼托巴省         | 1992年10月23日 | 曼尼托巴大學       | 法學博士（LL.D）   |
| 魁北克省           | 1993年         | 主教大學           | 民法博士（DCL）    |
| 紐芬蘭與拉布拉多省 | 1994年10月29日 | 紐芬蘭紀念大學     | 法學博士（LL.D）   |
|                    | 1994年         | 亞伯達大學         | 法學博士（LL.D）   |
|                    | 1994年         | 北卑詩大學         | 法學博士（LL.D）   |
| 安大略省           | 1996年         | 上加拿大律師會     | 法學博士（LL.D）   |
|                    |                | 維多利亞大學       | 教會法博士（JCD）  |
| 加拿大             |                | 皇家漢樑軍事學院   | 法學博士（LL.D）   |
|                    |                | 延世大學           | 哲學博士（DPhil）  |
| 乌克兰             |                | 切爾諾夫策大學     | 法學博士（LL.D）   |

### 以他命名的事物
- 乌克兰：切爾諾夫策大學雷蒙·納蒂欣加拿大研究中心（2005年）[34]

## 附註
1. ↑  約翰·納蒂欣於當時隸屬奧匈帝國的布科維納出生；加拿大首位烏克蘭裔上議員威廉·米高·沃爾則於緬尼托巴省出生。

## 外部連結
- （英文）加拿大國會網站 雷蒙·約翰·納蒂欣議員簡介 （页面存档备份，存于）